# Game Developers Conference

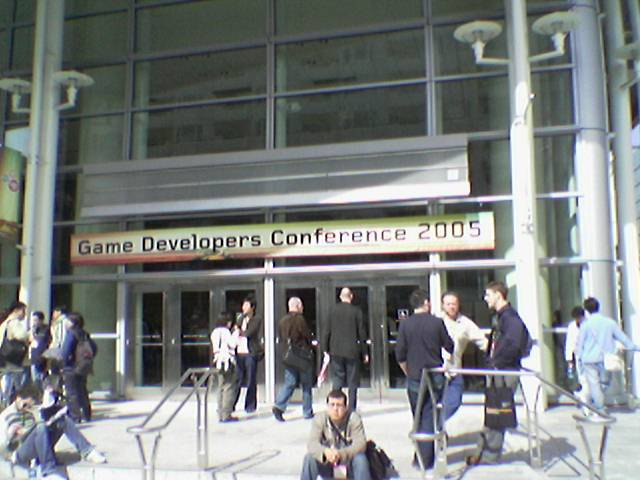
Вход на конференцию, 2005

Game Developers Conference (GDC; в переводе с англ. — «конференция разработчиков игр») — международное общественное мероприятие (проводится ежегодно в разных странах), крупнейший ежегодный сбор профессиональных разработчиков компьютерных игр с упором на обучение и вдохновение. Мероприятие включает в себя выставку, сетевые события, церемонии награждения, такие как Independent Games Festival и Game Developers Choice Awards, а также различные консультации, лекции и круглые столы по отраслям разработчиков игр, охватывающие программирование, дизайн, звук, бизнес и управление, и изобразительное искусство.

## Общая информация
После окончания GDC 2010 был открыт сайт GDC Vault, который представляет собой онлайновое интернет-хранилище материалов, докладов и выступлений участников GDC разных лет. Часть материалов находится в открытом доступе, иные доступны только для участников GDC.

## История
- Первая Computer Game Developers Conference прошла в 1988 году в Сан-Хосе (Калифорния), присутствовало 27 участников.
- Вторая конференция CGDC, 1988 год — 150 участников
- В Сан-Франциско в 2005 году — 12 000 участников
- GDC Austin (Остин, Техас) — 15—18 сентября 2009 (4 дня)
- GDC China (Шанхай, Китай) — 11—13 октября 2009 (3 дня)
- GDC (Сан-Франциско,Калифорния) — 9—13 марта 2010 (5 дней)
- GDC Canada (Ванкувер, Канада) — 6—7 мая 2010 (2 дня)
- GDC Europe (Кёльн, Германия) — 16—18 августа 2010 (3 дня)
- GDC 2011 (Сан-Франциско, Калифорния) — 28 февраля — 4 марта 2011 (5 дней)
- GDC Europe (Кёльн, Германия)  — 15—17 августа 2011 (3 дня)
- GDC 2012 (Сан-Франциско, Калифорния) — 5—9 марта 2012 (5 дней)
- GDC 2013 (Сан-Франциско, Калифорния) — 25—29 марта 2013 (4 дня)

### GDC 2015
- GDC 2015 (Сан-Франциско, Калифорния) — 2-6 марта 2015 (4 дня).
  - Разработчики из Valve наглядно продемонстрировали SteamVR[2] и контроллер Steam Machines.[3][4]
- GDC 2022 -  (Сан-Франциско, Калифорния) — 21-24 марта 2022 (4 дня)[5]. Посещаемость: ~17 тысяч[6]